# Европско првенство у ватерполу 2018.
Европско првенство у ватерполу - Барселона 2018. 33. је издање овог такмичења. Одржано је у Барселони, од 14. до 28. јула 2018. године. Други пут се европско првенство у ватерполу одржало у Барселони, први пут је било 1970. године.
Репрезентација Србије освојила је своју четврту узастопну титулу, победивши Шпанце у финалу, док је бронзану медаљу однела репрезентација Хрватске. Ово је осма по реду златна медаља са Европског првенства за репрезентацију Србије.

## Квалификације
16 репрезентација учествовало је у овом турниру, а квалификовале су се на следећи начин:
- домаћин
- најбољих 7 репрезентација са Европског првенства 2016. године, не рачунајући домаћина
- осам репрезентација кроз квалификације.

| Мушки ватерполо          | Датум                          | Домаћин | Број места | Репрезентације                                                     |
| ------------------------ | ------------------------------ | ------- | ---------- | ------------------------------------------------------------------ |
| Домаћин                  |                                | –       | 1          | Шпанија                                                            |
| Европско првенство 2016. | 10. – 23. јануар 2016.         | Београд | 7          | Хрватска Грчка Мађарска Италија Црна Гора Русија Србија            |
| Квалификације            | 17. март 2017. – 3. март 2018. | –       | 8          | Француска Румунија Немачка Холандија Словачка Грузија Малта Турска |

## Жреб
Жреб првенства одржан је 7. марта у Барселони.
| Шешир 1                         | Шешир 2                         | Шешир 3                                                                                                |
| ------------------------------- | ------------------------------- | --- |
| Србија Црна Гора Мађарска Грчка | Шпанија Италија Хрватска Русија | \| Француска \| Словачка \| \| Румунија \| Грузија \| \| Немачка \| Малта \| \| Холандија \| Турска \| |
| Француска                       | Словачка                        | |
| Румунија                        | Грузија                         | |
| Немачка                         | Малта                           | |
| Холандија                       | Турска                          | |

## Групе
| Група А                          | Група Б                           | Група Ц                         | Група Д                         |
| -------------------------------- | --------------------------------- | ------------------------------- | ------------------------------- |
| Италија Мађарска Немачка Грузија | Шпанија Црна Гора Француска Малта | Хрватска Грчка Холандија Турска | Србија Русија Румунија Словачка |